# 川西火绒草
川西火绒草（学名：Leontopodium wilsonii），为菊科火绒草属下的一个植物种。